# Campeonato Granadino de Patinação Artística no Gelo
O Campeonato Granadino de Patinação Artística no Gelo é uma competição nacional anual de patinação artística no gelo de Granada.
A competição determina os campeões nacionais e os representantes da Granada em competições internacionais como Campeonato Mundial, Campeonato Mundial Júnior, Campeonato dos Quatro Continentes e os Jogos Olímpicos de Inverno.

## Medalhistas

### Individual feminino
| Ano  | Ouro           | Prata | Bronze | Ref   |
| 2012 | Oliya Clarkson |       |        | [ 1 ] |
| 2013 | Oliya Clarkson |       |        | [ 2 ] |